# Per amore di Cesarina
Per amore di Cesarina è un film commedia italiano del 1976, diretto da Vittorio Sindoni ed interpretato da Walter Chiari con Valeria Moriconi e Gino Bramieri.

## Trama
Davide, gestore di una pensione a Cesenatico, e Vindice, rivenditore di mangimi agricoli, sono due ex partigiani della XII Brigata Matteotti. I due si incontrano casualmente dopo trent'anni e poco alla volta il primo si innamora della figlia dell'amico, Cesarina: la fuga amorosa causa scompiglio nelle due famiglie, Davide cerca inutilmente aiuto presso il padre, nostalgico fascista, poi, costretto dalle circostanze, abbandona la giovane e torna dalla moglie, pronta ad accoglierlo con un mattarello in mano.

## Produzione

### Riprese
Oltre che a Cesenatico, le riprese si sono svolte a Forlimpopoli nella piazza dove Chiari e la sua amante vanno al mercato e a Meldola, in un bar dove Chiari è seduto con il padre e l'amante, spacciata per figlia.

## Cast
Questa pellicola è una delle ultime prove d'attore di Renato Pinciroli che non riuscì a vedere l'uscita del film nelle sale cinematografiche perché morì lo stesso giorno della sua uscita: il 2 settembre 1976.